# دکلان گالاگر
دکلان گالاگر (انگلیسی: Declan Gallagher؛ زادهٔ ۱۳ فوریهٔ ۱۹۹۱) بازیکن فوتبال اهل بریتانیا است.
از باشگاه‌هایی که در آن بازی کرده‌است می‌توان به باشگاه فوتبال سلتیک، باشگاه فوتبال داندی، و باشگاه فوتبال مادرول اشاره کرد.
وی همچنین در تیم ملی فوتبال اسکاتلند بازی کرده‌است.